# بوابة محمدية
بوابة محمدية (بالفارسية: دروازه محمدیه) هو بوابة تاريخي يعود إلى عصر القاجاريون، ويقع في طهران.